# Духови (ТВ серија из 2021)
Духови (енгл. Ghosts) америчка је телевизијска комедија ситуације по истоименој британској серији, чији су аутори Метју Бејнтон, Сајмон Фарнаби, Марта Хау Даглас, Џим Ховик, Лоренс Рикард и Бен Вилбонд за CBS. Премијерно је приказана 7. октобра 2021. године. У октобру 2021. купљена је цела сезона серије. У јануару 2022. обновљена је за другу сезону.

## Радња
Супружници Саманта и Џеј наследили су запуштено сеоско имање, које желе да претворе у мотел. Међутим, убрзо схватају да у мотелу живе многи духови претходних станара.

## Улоге

### Главне

#### Живи
- Роуз Макајвер као Саманта Арондекар
- Уткарш Амбудкар као Џеј Декар

#### Духови
- Ашер Гродман као Тревор Лефковиц
- Ричи Моријарти као Пит Мартино
- Шејла Караско као Сузан Монтеро
- Данијела Пинок као Алберта Хејнс
- Брендон Скот Џоунс као капетан Ајзак Хигинтут
- Ребека Високи као Хети Вудстоун
- Роман Сарагоса као Сасапис
- Деван Чандлер Лонг као Торфин

### Споредне

#### Духови
- Хадсон Тејмс као Креш
- Стјуарт Финк као Стјуарт
- Артур Холден као Дирк
- Коди Крејн као Коди
- Најџел Даундер као Најџел
- Катарина Лемју као Катарина
- Бетси Содаро као Ненси
- Џон Хартман као Најџел Чесум
- Чад Ендруз као Бакстер
- Кристијан Дауст као Џенкинс

#### Живи
- Тристан Д. Лала као Марк

### Гостујуће
- Марк Лин Бејкер као Хенри Фарнсби
- Кети Гринвуд као Маргарет Фарнсби
- Керолајн Арон као Карол
- Рејчел Харис као Шерил
- Пунам Пател као Бела
- Мет Волш као Илајас Вудстоун
- Грегори Сарагоса као Накса
- Одеса А’зион као Стефани

## Епизоде
| Сезона | Сезона | Епизоде | Оригинално емитовање | Оригинално емитовање | Оригинално емитовање | Емитовање у Србији | Емитовање у Србији | Емитовање у Србији |
| Сезона | Сезона | Епизоде | Премијера            | Финале               | Мрежа                | Премијера          | Финале             | Мрежа              |
| ------ | ------ | ------- | -------------------- | -------------------- | -------------------- | ------------------ | ------------------ | ------------------ |
|        | 1.     | 18      | 7. октобар 2021.     | 21. април 2022.      |                      | 13. јун 2022.      | 8. август 2022.    |                    |

### 1. сезона (2021—2022)
| Бр. еп. | Наслов | Редитељ            | Сценариста                         | Премијера                       | Прод. код | Гледаност у САД (милиони) |
| ------- | ------ | ------------------ | ---------------------------------- | ------------------------------- | --------- | ------------------------- |
| 1       |        | Трент О’Донел      | Teleplay by : Џо Порт и Џо Вајзман | 7. октобар 2021. 13. јун 2022.  |           | 5,52                      |
| 2       |        | Трент О’Донел      | Џо Порт и Џо Вајзман               | 7. октобар 2021. 13. јун 2022.  |           | 5,52                      |
| 3       |        | Трент О’Донел      | Џош Малмут                         | 14. октобар 2021. 20. јун 2022. |           | 5,27                      |
| 4       |        | Трент О’Донел      | Џон Бликстед и Треј Колмер         | 21. октобар 2021. 20. јун 2022. |           | 5,20                      |
| 5       |        | Кејти Лок О’Брајен | Талија Бернштајн                   | 28. октобар 2021. 27. јун 2022. |           | 5,76                      |
| 6       |        | Трент О’Донел      | Кира Калуш                         | 4. новембар 2021. 27. јун 2022. |           | 5,94                      |
| 7       |        | Кејти Лок О’Брајен | Емили Шмит                         | 11. новембар 2021. 4. јул 2022. |           | 5,23                      |
| 8       |        | Ник Вонг           | Џон Бликстед и Треј Колмер         | 18. новембар 2021. 4. јул 2022. |           | 5,42                      |
| 9       |        | Ник Вонг           | Лорен Бриџес                       | 2. децембар 2021. 11. јул 2022. |           | 5,46                      |
| 10      |        | Кејти Лок О’Брајен | Риши Читкара                       | 9. децембар 2021. 11. јул 2022. |           | 5,75                      |
| 11      |        | Кејти Лок О’Брајен | Џон Тимоти                         | 6. јануар 2022. 18. јул 2022.   |           | 6,48                      |
| 12      |        | Кристина Џернон    | Џулија Хартнер и Ијан Марфи        | 13. јануар 2022. 18. јул 2022.  |           | 6,47                      |
| 13      |        | Кристина Џернон    | Џо Порт и Џо Вајзман               | 20. јануар 2022. 25. јул 2022.  |           | 6,68                      |
| 14      |        | Кими Гејтвуд       | Џош Малмут и Џон Тимоти            | 24. фебруар 2022. 25. јул 2022. |           | 5,85                      |
| 15      |        | Кими Гејтвуд       | Џон Бликстед и Треј Колмер         | 3. март 2022. 1. август 2022.   |           | 5,52                      |
| 16      |        | Трент О’Донел      | Кира Калуш и Талија Бернштајн      | 31. март 2022. 1. август 2022.  |           | 6,23                      |
| 17      |        | Трент О’Донел      | Емили Шмит и Лорен Бриџес          | 14. април 2022. 8. август 2022. |           | 5,96                      |
| 18      |        | Кортни Кариљо      | Џо Порт и Џо Вајзман               | 21. април 2022. 8. август 2022. |           | 6,25                      |